# 萝卜粄

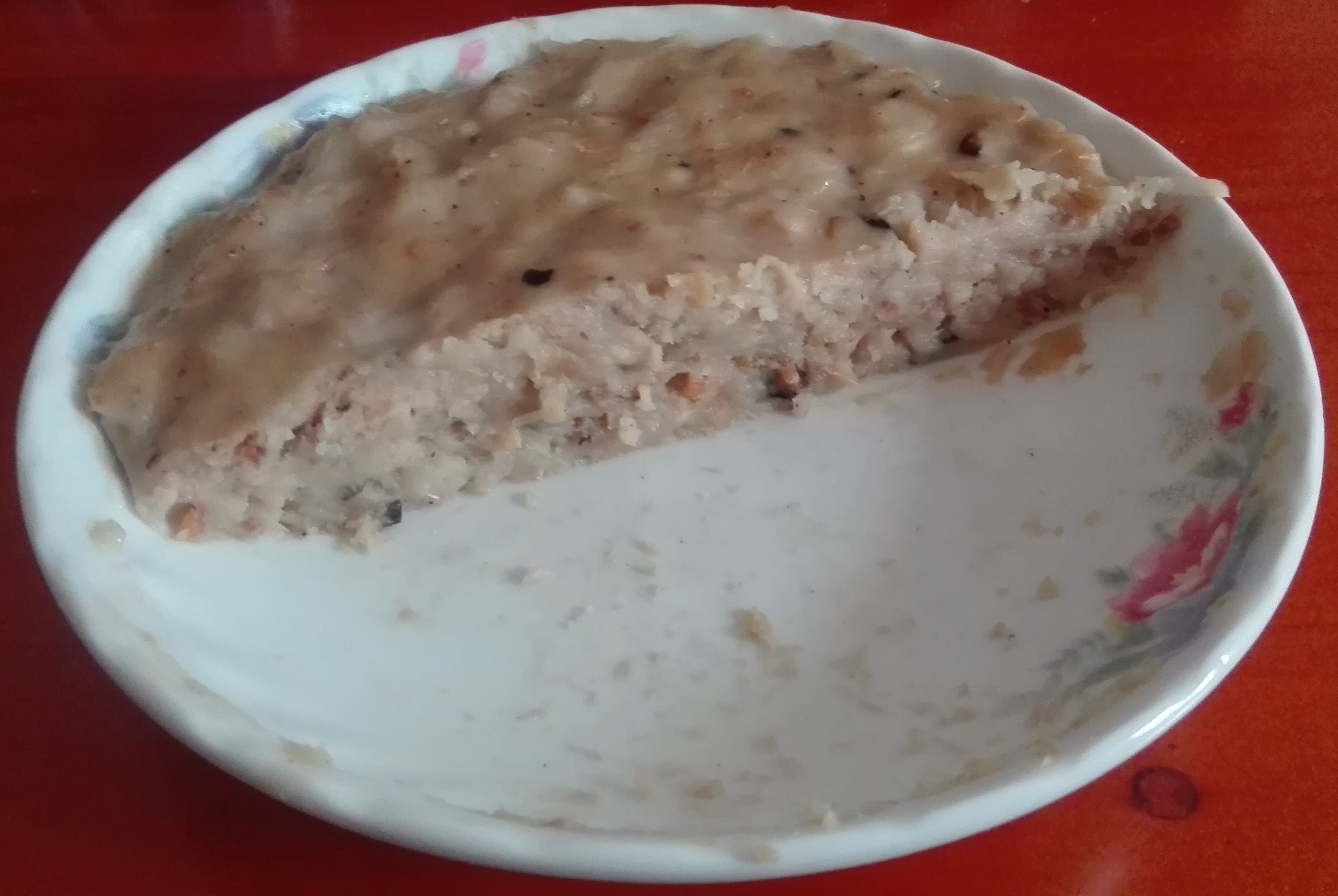
萝卜粄

萝卜粄是一种客家食品，做法是用将萝卜丝和粘米粉、五香粉、香菇、虾仁、鱿鱼、猪肉等按一定的比例搅拌成稠糊状再蒸熟透成形，客家人有冬至吃萝卜粄的习俗。